# هولس
هولس (به آلمانی: Hüls) یک منطقهٔ مسکونی در آلمان است که در کرفلد واقع شده‌است.
 هولس  ۱۶٬۱۷۰ نفر جمعیت دارد.